# Zadni Groń
Der Zadni Groń (deutsch: Hinterer Gipfel) ist ein Berg in Polen. Mit einer Höhe von 728 m ist er einer der niedrigeren Berge in den Schlesischen Beskiden sowie im Barania-Kamm. Der Berg ist ein beliebtes Touristenziel mit vielen Ausblicken auf die benachbarten Gebirge und das Tiefland. Er gehört zum Gemeindegebiet von Wisła.

## Tourismus
- Auf den Gipfel führt eine asphaltierte Straße, die zum Pass Przełęcz Kubalonka führt.
- Unterhalb des Gipfels befindet sich der Stausee Jezioro Czerniańskie und das Präsidentenschloss in Wisła.